# Vibidia duodecimguttata
Vibidia duodecimguttata (лат.) — вид насекомых из семейства божьих коровок. Имаго можно встретить с апреля по сентябрь. Яйца откладываются в июне. Зимует скоплениями в опавших листьях и коре деревьев. Является микофагом, питается, в основном, грибками-возбудителями мучнистой росы (оидием), поражающими такие деревья как дуб и орешник, реже — тлями.

## Описание
Имаго длиной 3—5 мм. Тело овальное, светло-коричневого цвета, на котором расположены 12 беловатых пятен (отсюда латинское название вида), Кроме того, с обеих сторон переднеспинки расположено по одному пятну. Переднеспинка удлинённая и закрывает часть головы. Усики довольно длинные, светло-коричневые. Глаза чёрного цвета.
Этот вид довольно похож на Calvia decemguttata и Halyzia sedecimguttata.

## Распространение
Данный вид обитает на территории Европы, России, Средней Азии, Китая, Кореи, Вьетнаме, Малой Азии и Японии.

## Галерея
- Личинка
- Куколка
- Имаго
- Имаго, вид сверху